# Phomopsis conii
Phomopsis conii är en svampart som beskrevs av Died. 1915. Phomopsis conii ingår i släktet Phomopsis och familjen Diaporthaceae.   Inga underarter finns listade i Catalogue of Life.